# Saint-Clément-de-la-Place
Pour les articles homonymes, voir Saint-Clément.
Saint-Clément-de-la-Place est une commune française située dans le département de Maine-et-Loire, en région Pays de la Loire.

## Géographie

### Localisation
Commune angevine du Segréen, Saint-Clément-de-la-Place se situe à 15 km au nord-ouest d'Angers, sur les routes D 103, La Meignanne, D 56, La Pouëze - Beaucouzé, et D 104, Bécon-les-Granits - La Membrolle-sur-Longuenée.

### Géologie et relief
La commune se situe sur l'unité paysagère du plateau du Segréen.

### Climat
Pour des articles plus généraux, voir Climat des Pays de la Loire et Climat de Maine-et-Loire.
En 2010, le climat de la commune est de type climat océanique altéré, selon une étude du CNRS s'appuyant sur une série de données couvrant la période 1971-2000. En 2020, Météo-France publie une typologie des climats de la France métropolitaine dans laquelle la commune est exposée à un climat océanique et est dans une zone de transition entre les régions climatiques « Bretagne orientale et méridionale, Pays nantais, Vendée » et « Moyenne vallée de la Loire ».
Pour la période 1971-2000, la température annuelle moyenne est de 11,8 °C, avec une amplitude thermique annuelle de 13,9 °C. Le cumul annuel moyen de précipitations est de 691 mm, avec 11,7 jours de précipitations en janvier et 6,1 jours en juillet. Pour la période 1991-2020, la température moyenne annuelle observée sur la station météorologique de Météo-France la plus proche, sur la commune de Beaucouzé à 10 km à vol d'oiseau, est de 12,6 °C et le cumul annuel moyen de précipitations est de 709,3 mm,. Pour l'avenir, les paramètres climatiques de la commune estimés pour 2050 selon différents scénarios d'émission de gaz à effet de serre sont consultables sur un site dédié publié par Météo-France en novembre 2022.

## Urbanisme

### Typologie
Au 1er janvier 2024, Saint-Clément-de-la-Place est catégorisée bourg rural, selon la nouvelle grille communale de densité à sept niveaux définie par l'Insee en 2022.
Elle est située hors unité urbaine. Par ailleurs la commune fait partie de l'aire d'attraction d'Angers, dont elle est une commune de la couronne,. Cette aire, qui regroupe 81 communes, est catégorisée dans les aires de 200 000 à moins de 700 000 habitants,.

### Occupation des sols
L'occupation des sols de la commune, telle qu'elle ressort de la base de données européenne d’occupation biophysique des sols Corine Land Cover (CLC), est marquée par l'importance des territoires agricoles (92 % en 2018), en diminution par rapport à 1990 (93,3 %). La répartition détaillée en 2018 est la suivante :
prairies (48,2 %), terres arables (34,7 %), zones agricoles hétérogènes (9 %), forêts (5,5 %), zones urbanisées (2,6 %). L'évolution de l’occupation des sols de la commune et de ses infrastructures peut être observée sur les différentes représentations cartographiques du territoire : la carte de Cassini (XVIIIe siècle), la carte d'état-major (1820-1866) et les cartes ou photos aériennes de l'IGN pour la période actuelle (1950 à aujourd'hui).

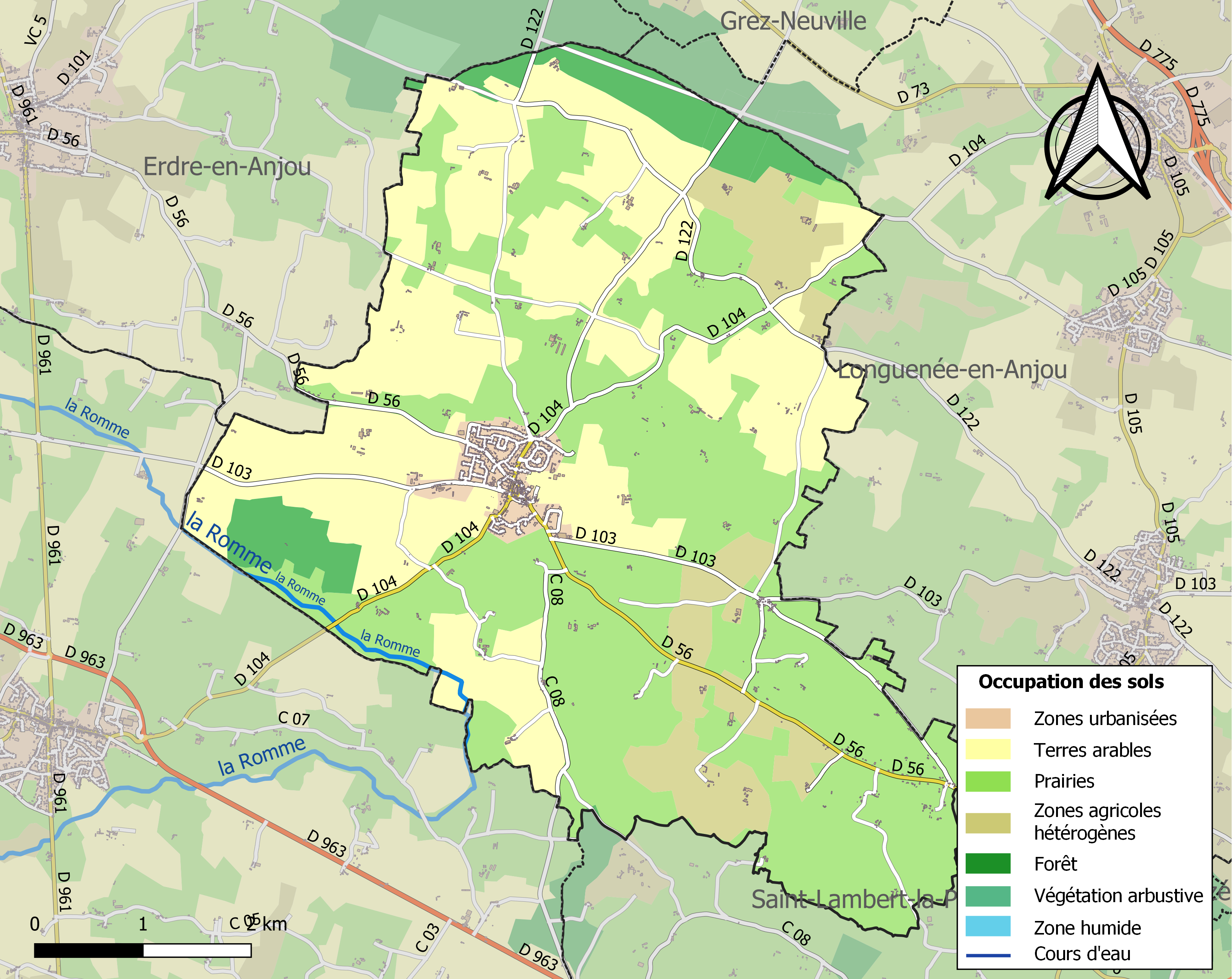
Carte des infrastructures et de l'occupation des sols de la commune en 2018 (CLC).

## Politique et administration

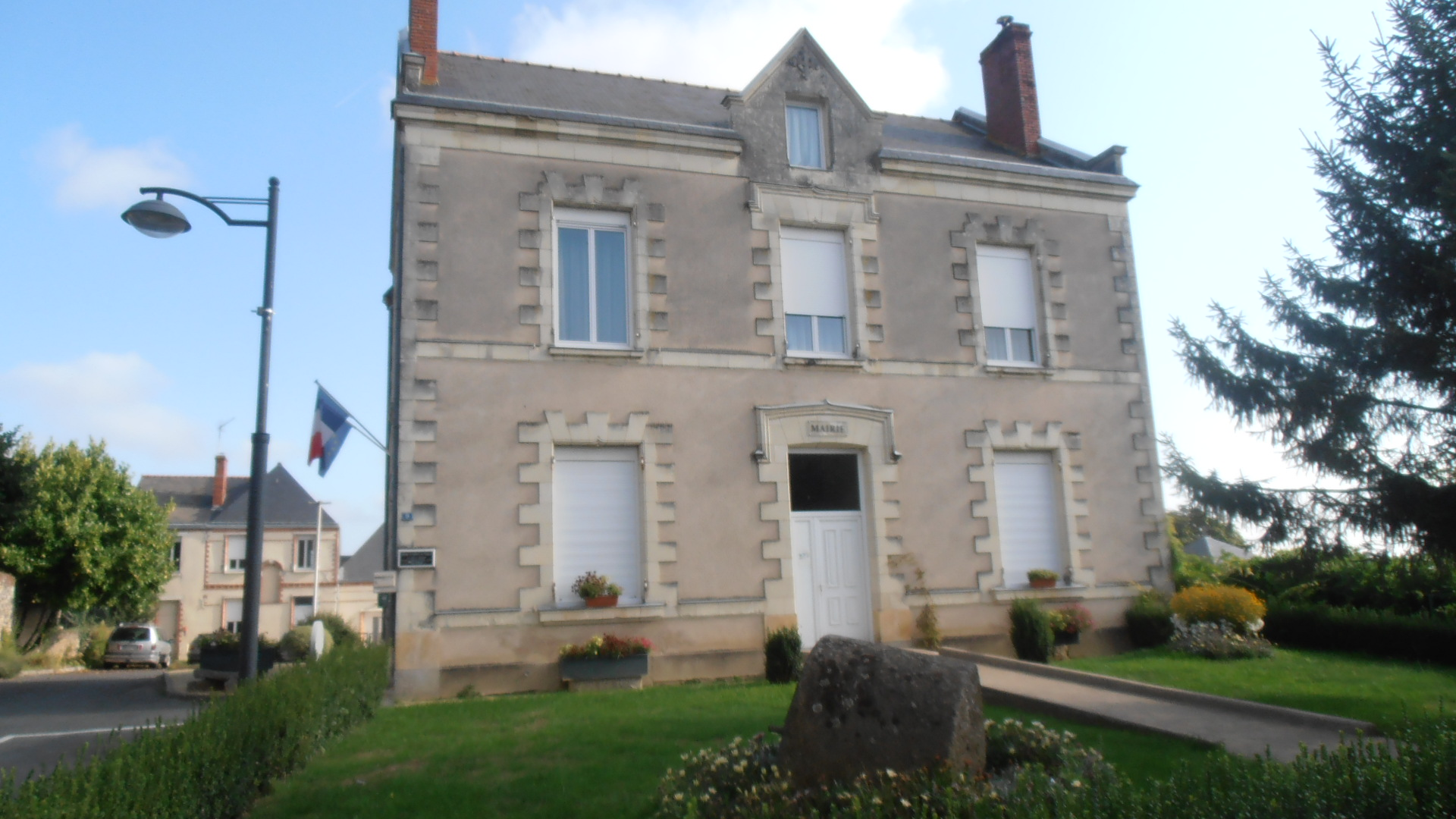
La mairie.

### Administration municipale
| Période                                  | Période                   | Identité                       | Étiquette | Qualité                                      |
| ---------------------------------------- | ------------------------- | ------------------------------ | --------- | -------------------------------------------- |
| 1789                                     | 1793                      | M. Thouin de la Thibergerie    |           |                                              |
| 1793                                     | 1798                      | René Métivier                  |           |                                              |
| 1798                                     | 1813                      | Joseph d'Andigné de Beauregard |           |                                              |
| 1813                                     | 1815                      | Guy Ollivier de la Plesse      |           |                                              |
| 1815                                     | 1821                      | M. Mirvier de la Plesse        |           |                                              |
| 1821                                     | 1826                      | Pierre Monnier                 |           |                                              |
| 1826                                     | 1833                      | M. Besnard-Richou              |           |                                              |
| 1833                                     | 1840                      | M. Lemercier de La Monneraye   |           |                                              |
| 1840                                     | 1860                      | Pierre Raffray                 |           |                                              |
| 1860                                     | 1870                      | François Grignon               |           |                                              |
| 1870                                     | 1871                      | M. Lemercier de La Monneraye   |           |                                              |
| 1871                                     | 1916                      | Julien Bessonneau              |           | Industriel                                   |
| 1916                                     | 1928                      | François Mercier               |           |                                              |
| 1928                                     | 1935                      | Jules Couet                    |           |                                              |
| 1935                                     | 1953                      | Émile Roulois                  |           |                                              |
| 1953                                     | avril 1979 (décès)        | Daniel Poumaillou              |           |                                              |
| mai 1979                                 | mars 1989                 | André Chatenay                 | DVD       | Ancien régisseur                             |
| mars 1989                                | mars 2001                 | Jean-Claude Launay             |           | Instituteur et directeur d'école             |
| mars 2001                                | mars 2008                 | Jean-Pierre Lavarello          | PS        | Professeur certifié d'histoire et géographie |
| mars 2008                                | mai 2020                  | Jean-Paul Taglioni             | DVG       | Retraité de l'enseignement supérieur         |
| mai 2020                                 | En cours (au 25 mai 2020) | Philippe Veyer                 | DVD       | Informaticien à Polytech Angers              |
| Les données manquantes sont à compléter. |                           |                                |           |                                              |

### Intercommunalité
La commune est membre de la communauté urbaine Angers Loire Métropole, elle-même membre du syndicat mixte Pays Loire-Angers.

### Autres circonscriptions
Jusqu'en 2014, Saint-Clément-de-la-Place fait partie du canton du Louroux-Béconnais et de l'arrondissement d'Angers. Ce canton compte alors dix communes. Dans le cadre de la réforme territoriale, un nouveau découpage territorial pour le département de Maine-et-Loire est défini par le décret du 26 février 2014. La commune est alors rattachée au canton d'Angers-3, avec une entrée en vigueur au renouvellement des assemblées départementales de 2015.

## Population et société

### Démographie

#### Évolution démographique
L'évolution du nombre d'habitants est connue à travers les recensements de la population effectués dans la commune depuis 1793. Pour les communes de moins de 10 000 habitants, une enquête de recensement portant sur toute la population est réalisée tous les cinq ans, les populations de référence des années intermédiaires étant quant à elles estimées par interpolation ou extrapolation. Pour la commune, le premier recensement exhaustif entrant dans le cadre du nouveau dispositif a été réalisé en 2008.

En 2022, la commune comptait 2 139 habitants, en évolution de −1,02 % par rapport à 2016 (Maine-et-Loire : +2,12 %, France hors Mayotte : +2,11 %).
| 1793  | 1800 | 1806 | 1821  | 1831  | 1836  | 1841  | 1846  | 1851  |
| ----- | ---- | ---- | ----- | ----- | ----- | ----- | ----- | ----- |
| 1 186 | 874  | 882  | 1 167 | 1 296 | 1 240 | 1 219 | 1 257 | 1 247 |

| 1856  | 1861  | 1866  | 1872  | 1876  | 1881  | 1886  | 1891  | 1896  |
| ----- | ----- | ----- | ----- | ----- | ----- | ----- | ----- | ----- |
| 1 262 | 1 284 | 1 286 | 1 286 | 1 322 | 1 304 | 1 380 | 1 286 | 1 257 |

| 1901  | 1906  | 1911  | 1921  | 1926  | 1931 | 1936 | 1946 | 1954 |
| ----- | ----- | ----- | ----- | ----- | ---- | ---- | ---- | ---- |
| 1 240 | 1 238 | 1 223 | 1 054 | 1 048 | 980  | 989  | 952  | 945  |

| 1962 | 1968 | 1975 | 1982  | 1990  | 1999  | 2006  | 2008  | 2013  |
| ---- | ---- | ---- | ----- | ----- | ----- | ----- | ----- | ----- |
| 984  | 904  | 901  | 1 200 | 1 320 | 1 392 | 1 727 | 1 826 | 2 118 |

| 2018  | 2022  | - | - | - | - | - | - | - |
| ----- | ----- | - | - | - | - | - | - | - |
| 2 102 | 2 139 | - | - | - | - | - | - | - |

#### Pyramide des âges
La population de la commune est relativement jeune.
En 2018, le taux de personnes d'un âge inférieur à 30 ans s'élève à 41,2 %, soit au-dessus de la moyenne départementale (37,2 %). À l'inverse, le taux de personnes d'âge supérieur à 60 ans est de 18,0 % la même année, alors qu'il est de 25,6 % au niveau départemental.
En 2018, la commune compte 1 089 hommes pour 1 013 femmes, soit un taux de 51,81 % d'hommes, largement supérieur au taux départemental (48,63 %).
Les pyramides des âges de la commune et du département s'établissent comme suit.
| Hommes | Classe d’âge | Femmes |
| ------ | ------------ | ------ |
| 0,3    | 90 ou +      | 0,3    |
| 3,3    | 75-89 ans    | 4,9    |
| 12,8   | 60-74 ans    | 14,5   |
| 19,2   | 45-59 ans    | 19,2   |
| 19,9   | 30-44 ans    | 23,5   |
| 18,2   | 15-29 ans    | 15,0   |
| 26,4   | 0-14 ans     | 22,6   |

| Hommes | Classe d’âge | Femmes |
| ------ | ------------ | ------ |
| 0,9    | 90 ou +      | 2,1    |
| 7      | 75-89 ans    | 9,5    |
| 16,2   | 60-74 ans    | 16,9   |
| 19,4   | 45-59 ans    | 18,7   |
| 18,2   | 30-44 ans    | 17,5   |
| 18,8   | 15-29 ans    | 17,6   |
| 19,5   | 0-14 ans     | 17,6   |

## Économie
Sur 120 établissements présents sur la commune à fin 2010, 38 % relèvent du secteur de l'agriculture (pour une moyenne de 17 % sur le département), 8 % du secteur de l'industrie, 12 % du secteur de la construction, 39 % de celui du commerce et des services et 4 % du secteur de l'administration et de la santé. Fin 2015, sur les 123 établissements actifs, 25 % relèvent du secteur de l'agriculture (pour 11 % sur le département), 8 % du secteur de l'industrie, 11 % du secteur de la construction, 50 % de celui du commerce et des services et 6 % du secteur de l'administration et de la santé.

## Culture locale et patrimoine

### Lieux et monuments
- Chapelle Saint-Jean-des-Marais-et-Pierre.
- Château du Bois Travers, XVIIIe siècle, théâtre d'un violent combat entre les Chouans et les troupes républicaines les 9 et 10 juillet 1794.
- Château des Brosses XIXe siècle.
- Château de La Meignannerie XVIIe siècle.
- Château du Pinelier.
- Château de La Plesse XVIIIe siècle.
- Château du Rossay XVIIIe siècle remanié.
- Ancienne corderie XIXe et XXe siècles, propriété de M. Bessonneau.
- Église Saint-Clément du XIXe siècle : diptyque de l'école allemande XVIe siècle, tapisseries XVIIe siècle.
- Ancienne maison noble avec chapelle de La Chiffolière XVIIIe siècle.
- Manoir de La Godinière XVIe et XVIIe siècles.
- Moulin de la Roche Transolière XIXe siècle. Haut de 22 mètres, situé à la Croix des Frux, route des Marais. Système Berton, 1er moulin de France à posséder une orientation automatique des ailes (propriété de Pascal Lambert).
- Ruines d'un moulin à eau sur le Brionneau.
- Forêt de Longuenée[34].
- Hippodrome du Bois Travers à 1 km de la sortie du bourg environ sur la route de Bécon, avant 1939 la commune accueillait une réunion hippique une fois par an.

### Personnalités liées à la commune
- Julien Bessonneau ou Julien Pierre Ange Bessonneau (1842-1916), né à Saint-Clément-de-la-Place en 1842, maire de la commune en 1876 jusqu'à sa mort en 1916. Il fut un industriel angevin, fondateur de la « Société anonyme des Filatures, Corderies et Tissages d'Angers » appelée Établissements Bessonneau.
- Maxime Chabroud alias Amixem (1991- ), vidéaste et chef d'entreprise ayant passé une partie de son enfance à Saint-Clément-de-la-Place[35].
- Nicolas Touzaint (1980- ), Originaire et natif de la commune, il réside aujourd’hui à Bécon les Granits, cavalier professionnel de concours complet d'équitation.
- Hugues Aufray (1929- ) Auteur, auto compositeur et chanteur ayant inauguré une salle en son nom en septembre 2008 dans la commune, nommé : Salle culturelle Hugues Aufray